# Thalassematidae
Famille
Les Thalassematidae sont une famille de vers marins échiuriens. 

## Liste des genres
Selon World Register of Marine Species (16 décembre 2019) :
- genre Anelassorhynchus Annandale, 1922
- genre Arhynchite Satô, 1937
- genre Ikedaia Dawydoff, 1952
- genre Ikedosoma Bock, 1942
- genre Lissomyema Fisher, 1946
- genre Listriolobus Fischer, 1926 (not Spengel, 1912)
- genre Ochetostoma Rüppell & Leuckart, 1828
- genre Paraarhynchite Chen, 1963
- genre Thalassema Pallas, 1774

## Galerie

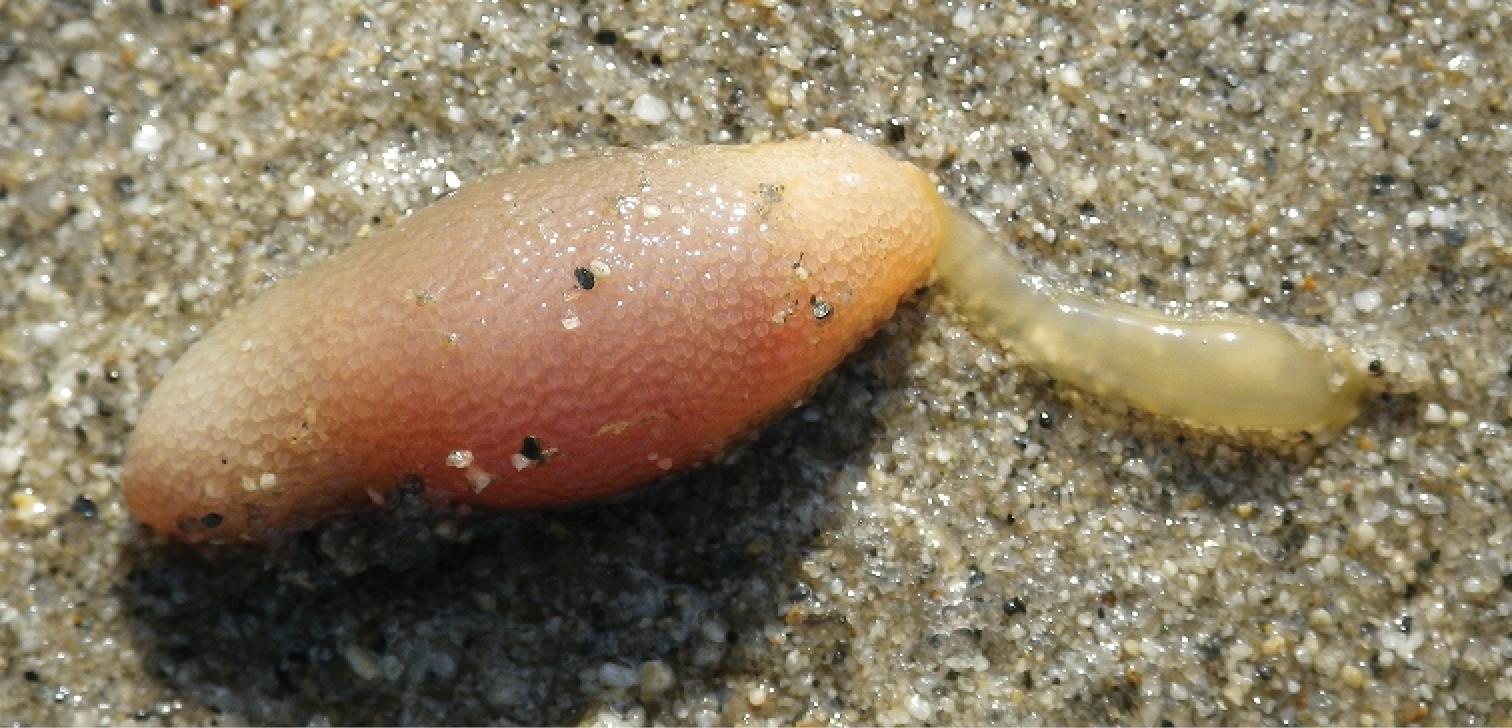
Arhynchite hayaoi.
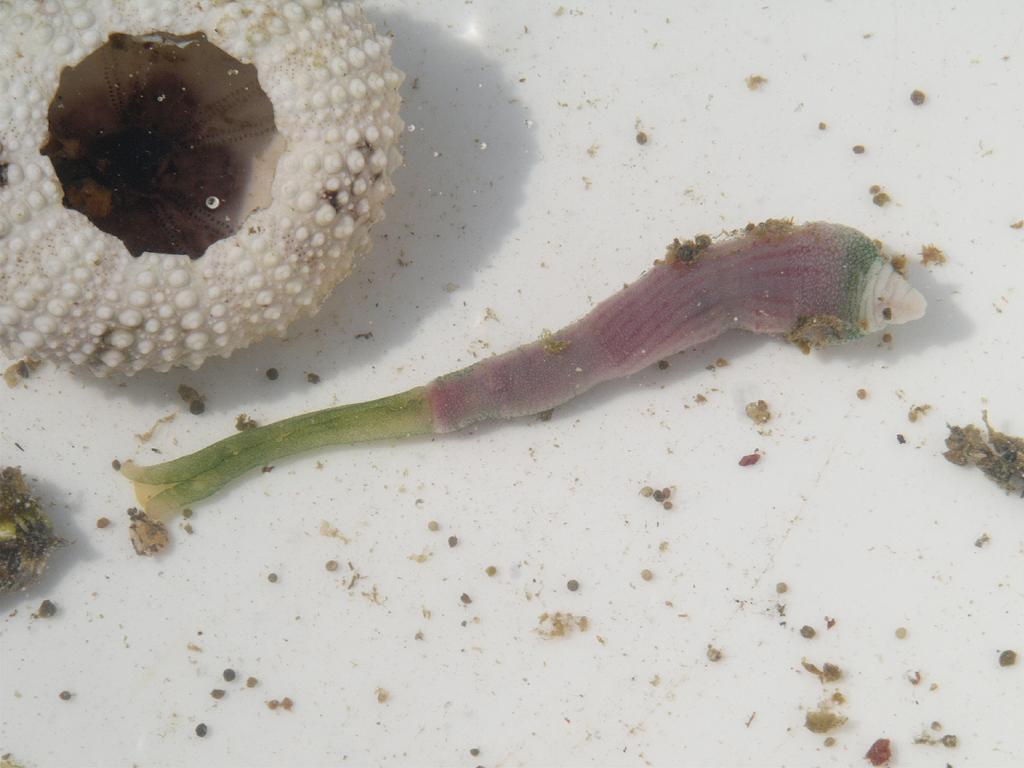
Ochetostoma erythrogrammon.